# Jan Breman (socioloog)
Johannes Cornelis (Jan) Breman, (Amsterdam, 24 juli 1936) is een Nederlandse socioloog en emeritus-hoogleraar van de Erasmus Universiteit en de Universiteit van Amsterdam.

## Studie en werk
Breman promoveerde in 1970 aan de Universiteit van Amsterdam op een proefschrift over landarbeid in India. Daarna werkte hij bij het Comparative Asian Studies Program aan de sociale faculteit van de Erasmus Universiteit. In 1987 ging Breman terug naar Amsterdam, waar hij aan de universiteit vergelijkende- en ontwikkelingssociologie doceerde en betrokken was bij het Comparative Asian Studies Program (CASA). Hij schreef in de jaren '80 en '90 diverse publicaties over misstanden van het Nederlandse koloniale bestuur in Indonesië. Breman kreeg eredoctoraten van het International Institute of Social Studies in Den Haag (2001) en van het Londense SOAS (2013). Hij is als fellow verbonden aan het International Institute for Asian Studies in Leiden.

## Interview
- Yolanda van Ede, 'Rowing Upstream with Jan Breman', in: Dutch Masters, themanummer Etnofoor 8(2), p. 67-86

## Publicaties (selectie)
- Breman, Jan: Colonialism, Capitalism and Racism. A Postcolonial Chronicle of Dutch and Belgian Practice. Amsterdam University Press, 2024; 431 p. ISBN 9789048559916 (https://library.oapen.org/handle/20.500.12657/87782)
- Breman, Jan: Kolonialisme en racisme. Een postkoloniale kroniek. Amsterdam/Zutphen: Amsterdam University Press/Walburg Pers, 2021; 404 p. ISBN 9789463722551
- Breman, J et al. (2019). The Social Question in the Twenty-First Century: A Global View. California: University of California Press. ISBN 0520302400.
- Breman, Jan: At work in the informal economy of India. A perspective from the bottom up. New Delhi, Oxford University Press, 2013. ISBN 9780198090342
- Breman, Jan: Jan Breman Omnibus. New Delhi, Oxford University Press, 2008. ISBN 9780195692549
- Jan Breman: Koelies, planters en koloniale politiek. Het arbeidsregime op de grootlandbouwondernemingen aan Sumatra's oostkust in het begin van de twintigste eeuw. 3e herz. druk. Leiden, KITLV Uitgeverij, 1992. ISBN 90-6718-036-X (1e druk: Dordrecht, Foris, 1987)
- Breman, Jan: Het dorp in Azië als koloniale schijngestalte. Rede Universiteit van Amsterdam, 1987
- Breman, Jan: Een dualistisch arbeidsbestel? Een kritische beschouwing van het begrip "de informele sector" . Inaugurele rede Erasmus Universiteit Rotterdam, 1976.
- Breman, Jan: Patronage and exploitation . Changing agrarian relations in South Gujarat, India. [English transl. of Meester en knecht, by Wil van Gulik]. Berkeley, University of California Press, 1974. ISBN 0-520-02197-5
- Johannes Cornelis Breman: Meester en knecht. Een onderzoek naar de veranderingen in de betrekkingen tussen landheren en landarbeiders in Zuid-Gujerat, India. Proefschrift, Universiteit van Amsterdam, 1970. Geen ISBN.